# Crash & Bernstein
Crash & Bernstein var en amerikansk TV-serie innehållande dockteater som sändes på Disney XD mellan den 8 oktober 2012 och den 11 augusti 2014. Serien är skapad av Eric Friedman.

## Handling
Serien handlar om en pojke (Wyatt Bernstein, spelad av Cole Jensen) med tre systrar (Amanda, Cleo och Jasmine Bernstein, spelade av Oana Gregory, Landry Bender och Mckenna Grace) som önskar att han hade en bror. En dag går hans dröm i uppfyllelse då han bygger sin egen marionettbror (Crash, med röst av Tim Lagasse).